# Unthank (Skelton)
Unthank – przysiółek w Anglii, w Kumbrii. Leży 20,3 km od miasta Carlisle i 401,6 km od Londynu. W latach 1870–1872 osada liczyła 179 mieszkańców.